# Běloselští-Bělozerští

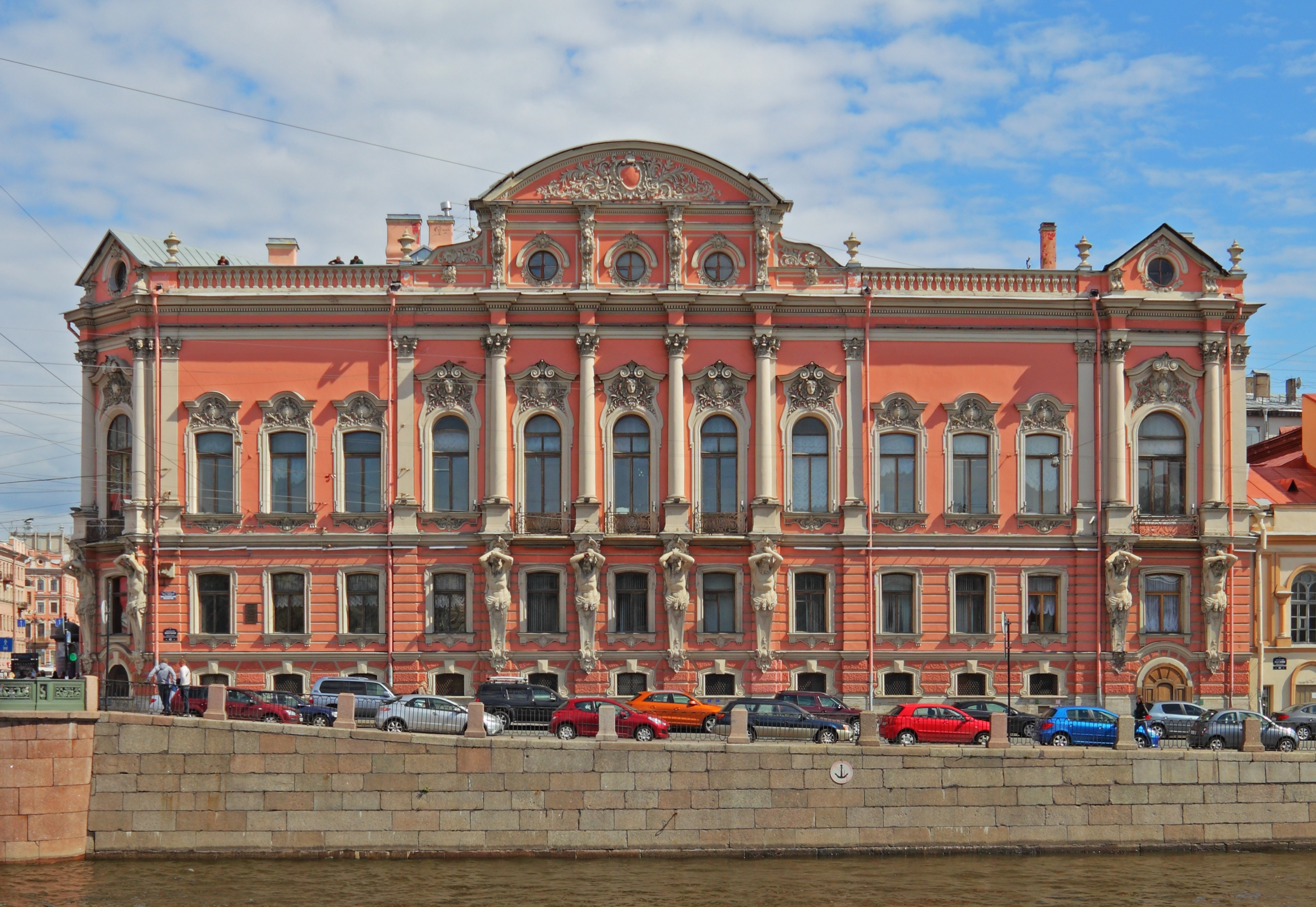
Palác Běloselských-Bělozerských v Petrohradu

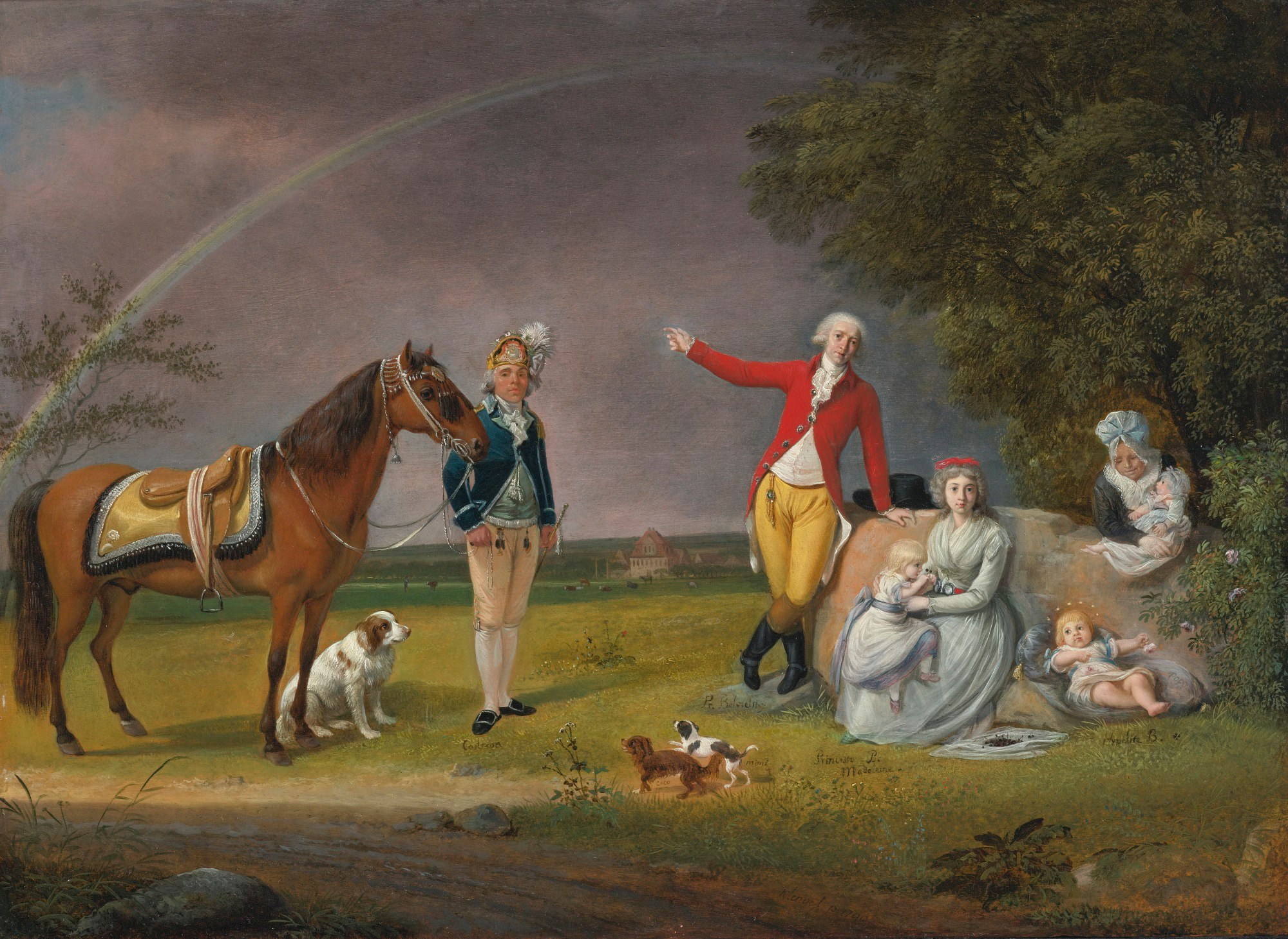
Alexandr Michajlovič Běloselskij s rodinou

Běloselští-Bělozerští (rusky Белосельские-Белозерские) je jméno ruského knížecího rodu z rozrodu Rurikovců, která patřila mezi vysokou šlechtu.

## Historie rodu
Podle tradice má rod původ u zakladatele ruské říše Rjurika. Jeho potomek ve 12. generaci Gleb Vasiljevič byl poražen bělozerskými vojsky. Jako sídlo legendárního varjažského vládce Sinea se Běloozero objevuje již v pramenech z roku 862, který do historické sbírky Pověst dávných let v letech 1112-1113 přidal mnich a kronikář Nestor Kyjevský. Místo se tehdy nacházelo na protějším břehu Bílého jezera, nedaleko dnešní obce Kisnema. Od roku 1283 bylo Běloozero sídlem autonomního panství.
Gleb Vasiljevič se oženil s dcerou chána Sartaka ze Zlaté hordy, který konvertovala ke křesťanství jako Feodora. Gleb se stal zakladatelem rodu Běloselských, ale byl předkem také knížecích rodů Andomských, Kargolomských, Kemských, Šelespanských, Sugorských, Uchtomských a Wadbolských.
Prvním nositelem knížecího titulu Běloselských byl Gavriil Fjodorovič v 16. století a byl praprastrýcem posledního apanovaného knížete Jurije Vasiljeviče z této linie. Kníže Michail Vasiljevič Běloselskij, který se podílel na znovudobytí Smolenska v rusko-polské válce, byl v roce 1634 nucen odejít do exilu. 
Jeho potomek kníže Alexandr Michajlovič Běloselský, synovec námořního admirála hraběte Ivana Grigorjeviče Černyševa, absolvoval několik let vojenského výcviku v jezdectvu. V roce 1779 byl vyslán jako nástupce svého zemřelého bratra Andreje v hodnosti kamerjunkera jako carský vyslanec k Saskému kurfiřt dvoru v Drážďanech. V letech 1789 až 1793 byl velvyslancem u královského sardinského dvora v Turíně.
V roce 1799 udělil car Pavel I. povolení užívat spojené jméno Běloselskij-Bělozerskij, s odkazem na někdejší panství. V roce 1823 car Alexandr I. toto právo potvrdil. 
V roce 1797 si Běloselští-Bělozerští v Petrohradu nechali postavit rodový palác na řece Fontance, levém přítoku Něvy. Již dříve byl na tomto místě byl postaven v roce 1747 první palác pro knížete Michaila Andrejeviče Běloselského. Po ruské revoluci odešli všichni členové rodiny do exilu. Jejich majetek byl zkonfiskován a znárodněn.

## Rodový erb
"Příčně dělený vlnitým řezem, nahoře modrý, dole stříbrný štít, převýšený vycházejícím stříbrným měsícem, nad nímž se vznáší stříbrný náboženský kříž, dvě propletené ryby přirozené barvy s hlavami trčícími z vody". 

## Význační členové rodu
- Michail Andrejevič Běloselskij (1702–1755), viceadmirál
- Alexandr Michajlovič Běloselskij-Bělozerskij (1752–1809), diplomat a filozof
- Zinaida Alexandrovna Běloselská (1792–1862), dvorní dáma, básnířka a zpěvačka
- Jesper Konstantinovič Běloselskij (1871–1921), námořník
- Seznam rurikovských rodů